# Hypsikratea

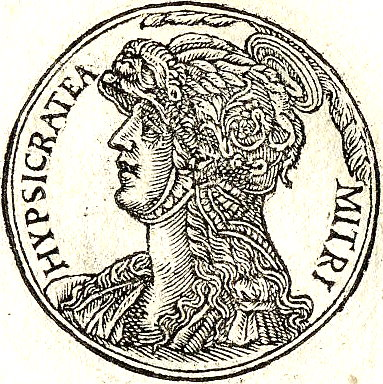
Kresba ze souboru Promptuarii Iconum Insigniorum

Hypsikratea byla kavkazského původu. Byla milenkou Mithridata VI. Pontského. Později se stala jeho nejoddanější ženou. Údajně měla říci, že se její štěstí nacházelo pouze po boku Mithridata. Z lásky k Mithridatovi, aby jej mohla všude doprovázet, se účastnila jeho bitev, nosila brnění, stříhala si vlasy jako muži a rovněž jej doprovodila do vyhnanství. Několikrát se vzdala svých osobních cenností a šperků ve prospěch státní pokladny. Sám Mithridatés ji považoval za největší útěchu uprostřed moře porážek. Uměla velice dobře zacházet se sekerou, oštěpem, mečem a nebyla ani špatnou lučištnicí.
Když byl roku 63 před Kristem Mithridatés poražen Pompeiem, dostala se Hypsikratea přes římskou blokádu, aby jej mohla i nadále doprovázet ve vyhnanství. Byla jednou z posledních osob, které zachovaly věrnost poraženému Mithridatovi. Po jeho sebevraždě si Hypsikratea ostříhala vlasy a zjizvila tvář, řka, že psovi nepřísluší, aby si lehal tam, kde dříve ležel jelen.
V srpnu 2013 byl během archeologických vykopávek ve Fanagorii nalezen mramorový náhrobek s jejím jménem, dle čehož lze usoudit, že zde Hypsikratea zemřela během lidových nepokojů v roce 63 př. n. l.